# Tahití en la Copa de las Naciones de la OFC 2024
La selección de Tahití, que representa a la Polinesia Francesa, fue uno de los ocho equipos participantes de la Copa de las Naciones de la OFC 2024, realizada en Fiyi y Vanuatu entre el 15 y el 30 de junio. Fue su décima participación en el certamen continental.
Los Tiki Toa fueron emparejados en el Grupo B junto con Fiyi, Samoa y Papúa Nueva Guinea.
Luego de avanzar como escolta de su grupo, cayó por 5-0 ante Nueva Zelanda en semifinales y obtuvo el tercer puesto al ganarle a Fiyi por 2-1.

## Enfrentamientos previos
| Fecha                   | Lugar   |                          |                                     | Resultado |                               |        |
| ----------------------- | ------- | ------------------------ | ----------------------------------- | --------- | ----------------------------- | ------ |
| 21 de noviembre de 2023 | Honiara | Fiyi                     | Bandera de Fiyi                     | 0:0       | Bandera de Polinesia Francesa | Tahití |
| 24 de noviembre de 2023 | Honiara | Islas Marianas del Norte | Bandera de Islas Marianas del Norte | 0:5 (0:3) | Bandera de Polinesia Francesa | Tahití |
| 27 de noviembre de 2023 | Honiara | Samoa                    | Bandera de Samoa                    | 1:2 (1:0) | Bandera de Polinesia Francesa | Tahití |
| 30 de noviembre de 2023 | Honiara | Papúa Nueva Guinea       | Bandera de Papúa Nueva Guinea       | 0:2 (0:1) | Bandera de Polinesia Francesa | Tahití |

## Jugadores
Samuel Garcia entregó la lista definitiva el 6 de junio.
Datos correspondientes al día de inicio del torneo
| #  | Nombre             | Posición         | Edad | PJ Sel | Club                          |
| -- | ------------------ | ---------------- | ---- | ------ | ----------------------------- |
| 1  | Tevaearai Tamatai  | Arquero          | 23   | 0      | AS Vénus                      |
| 3  | Matatia Paama      | Defensor         | 31   | 15     | AS Pirae                      |
| 4  | Haumau Tanetoa     | Defensor         | 19   | 0      | AS Pirae                      |
| 5  | Rainui Aroita      | Defensor         | 30   | 2      | AS Tamarii                    |
| 6  | Terai Bremond      | Mediocampista    | 23   | 4      | AS Vénus                      |
| 7  | Kevin Barbe        | Defensor         | 26   | 10     | AS Vénus                      |
| 8  | Eddy Kaspard       | Defensor         | 23   | 8      | AS Tefana                     |
| 9  | Tauhiti Keck       | Mediocampista    | 29   | 13     | AS Vénus                      |
| 10 | Teaonui Tehau      | Mediocampista    | 31   | 38     | AS Vénus                      |
| 11 | Shawn Tinirauarii  | Delantero        | 27   | 7      | AS Dragon                     |
| 12 | Mauri Heitaa       | Defensor         | 24   | 4      | AS Vénus                      |
| 13 | Franck Papaura     | Mediocampista    | 19   | 5      | AS Pueu                       |
| 14 | Alvin Tehau        | Mediocampista    | 35   | 24     | AS Pirae                      |
| 15 | Pothin Poma        | Mediocampista    | 27   | 3      | AS Vénus                      |
| 16 | Teave Teamotuaitau | Arquero          | 32   | 14     | AS Tefana                     |
| 17 | Teva Lossec        | Defensor         | 21   | 4      | Campbell Fighting Camels      |
| 18 | Manuarii Shan      | Delantero        | 20   | 4      | AS Vénus                      |
| 19 | Ariiura Labaste    | Delantero        | 21   | 0      | AS Pirae                      |
| 20 | Taumihau Tiatia    | Defensor         | 32   | 7      | AS Pirae                      |
| 21 | Matéo Degrumelle   | Delantero        | 20   | 4      | Le Havre                      |
| 23 | François Decoret   | Arquero          | 30   | 2      | AS Pirae                      |
| DT | Samuel Garcia      | Director técnico | 48   | -      | Bandera de Polinesia Francesa |

## Participación

### Primera fase
| Equipo             | Pts | PJ | PG | PE | PP | GF | GC | Dif. |
| ------------------ | --- | -- | -- | -- | -- | -- | -- | ---- |
| Fiyi (A)           | 9   | 3  | 3  | 0  | 0  | 15 | 2  | 13   |
| Tahití             | 4   | 3  | 1  | 1  | 1  | 3  | 2  | 1    |
| Papúa Nueva Guinea | 4   | 3  | 1  | 1  | 1  | 4  | 7  | −3   |
| Samoa              | 0   | 3  | 0  | 0  | 3  | 2  | 13 | −11  |

| 23         | Guardameta     | François Decoret |     |
| 8          | Defensa        | Eddy Kaspard     |     |
| 3          | Defensa        | Matatia Paama    |     |
| 17         | Defensa        | Teva Lossec      |     |
| 7          | Defensa        | Kevin Barbe      |     |
| 9          | Centrocampista | Tauhiti Keck     |     |
| 6          | Centrocampista | Terai Bremond    | 55' |
| 19         | Centrocampista | Ariiura Labaste  | 2'  |
| 18         | Centrocampista | Manuarii Shan    |     |
| 10         | Delantero      | Teaonui Tehau    |     |
| 21         | Delantero      | Matéo Degrumelle | 69' |
| Entrenador | Entrenador     | Samuel Garcia    |     |

| 1          | Guardameta     | Joel Bartley         |     |
| 4          | Defensa        | Taine Wilson         | 59' |
| 2          | Defensa        | Luke Tolo Kent       |     |
| 6          | Defensa        | Andrew Setefano      |     |
| 5          | Defensa        | Kaleb De Groot-Green |     |
| 3          | Defensa        | Luke Salisbury       | 59' |
| 14         | Centrocampista | Dauntae Mariner      |     |
| 12         | Centrocampista | Harry Chote          |     |
| 15         | Centrocampista | Niko Steinmetz       | 82' |
| 10         | Delantero      | Greg Siamoa          | 45' |
| 9          | Delantero      | Pharrell Trainor     | 59' |
| Entrenador | Entrenador     | Ryan Stewart         |     |

| 13 | Centrocampista | Franck Papaura | 2'  |
| 5  | Defensa        | Rainui Aroita  | 55' |
| 4  | Defensa        | Haumau Tanetoa | 69' |

| 18 | Centrocampista | Michael Leo         | 45' |
| 8  | Centrocampista | Jarvis Vaai         | 59' |
| 11 | Delantero      | Juan Gobbi          | 59' |
| 17 | Defensa        | Faiti Hamilton-Pama | 59' |
| 19 | Centrocampista | Alex Malauulu       | 82' |

| Anotado | 4'  | Matéo Degrumelle | 1 - 0 |
| Anotado | 28' | Teaonui Tehau    | 2 - 0 |

| Amonestado | 33' | Kevin Barbe     |
| Amonestado | 45' | Ariiura Labaste |
| Amonestado | 57' | Eddy Kaspard    |

| Amonestado | 25' | Taine Wilson |

| Árbitro             | Ben Auwkai       |
| Árbitros asistentes | Bernard Mutukera |
|                     | Jeffery Solodia  |
| Cuarto árbitro      | Shama Maemae     |

| 23         | Guardameta     | François Decoret |     |
| 8          | Defensa        | Eddy Kaspard     |     |
| 3          | Defensa        | Matatia Paama    |     |
| 17         | Defensa        | Teva Lossec      |     |
| 7          | Defensa        | Kevin Barbe      |     |
| 9          | Centrocampista | Tauhiti Keck     |     |
| 6          | Centrocampista | Terai Bremond    | 55' |
| 19         | Centrocampista | Ariiura Labaste  | 2'  |
| 18         | Centrocampista | Manuarii Shan    |     |
| 10         | Delantero      | Teaonui Tehau    |     |
| 21         | Delantero      | Matéo Degrumelle | 69' |
| Entrenador | Entrenador     | Samuel Garcia    |     |

| 1          | Guardameta     | Joel Bartley         |     |
| 4          | Defensa        | Taine Wilson         | 59' |
| 2          | Defensa        | Luke Tolo Kent       |     |
| 6          | Defensa        | Andrew Setefano      |     |
| 5          | Defensa        | Kaleb De Groot-Green |     |
| 3          | Defensa        | Luke Salisbury       | 59' |
| 14         | Centrocampista | Dauntae Mariner      |     |
| 12         | Centrocampista | Harry Chote          |     |
| 15         | Centrocampista | Niko Steinmetz       | 82' |
| 10         | Delantero      | Greg Siamoa          | 45' |
| 9          | Delantero      | Pharrell Trainor     | 59' |
| Entrenador | Entrenador     | Ryan Stewart         |     |

| 13 | Centrocampista | Franck Papaura | 2'  |
| 5  | Defensa        | Rainui Aroita  | 55' |
| 4  | Defensa        | Haumau Tanetoa | 69' |

| 18 | Centrocampista | Michael Leo         | 45' |
| 8  | Centrocampista | Jarvis Vaai         | 59' |
| 11 | Delantero      | Juan Gobbi          | 59' |
| 17 | Defensa        | Faiti Hamilton-Pama | 59' |
| 19 | Centrocampista | Alex Malauulu       | 82' |

| Anotado | 4'  | Matéo Degrumelle | 1 - 0 |
| Anotado | 28' | Teaonui Tehau    | 2 - 0 |

| Amonestado | 33' | Kevin Barbe     |
| Amonestado | 45' | Ariiura Labaste |
| Amonestado | 57' | Eddy Kaspard    |

| Amonestado | 25' | Taine Wilson |

| Árbitro             | Ben Auwkai       |
| Árbitros asistentes | Bernard Mutukera |
|                     | Jeffery Solodia  |
| Cuarto árbitro      | Shama Maemae     |

| 28         | Guardameta     | Ronald Warisan |     |
| 4          | Defensa        | Alwin Komolong |     |
| 2          | Defensa        | Daniel Joe     | 75' |
| 3          | Defensa        | Godfrey Haro   |     |
| 14         | Centrocampista | Emmanuel Simon | 75' |
| 11         | Centrocampista | Yagi Yasasa    | 90' |
| 10         | Centrocampista | Kolu Kepo      |     |
| 16         | Centrocampista | Pala Paul      |     |
| 6          | Centrocampista | Ati Kepo       | 90' |
| 13         | Delantero      | Tommy Semmy    |     |
| 7          | Delantero      | Jethro Yumange |     |
| Entrenador | Entrenador     | Warren Moon    |     |

| 16         | Guardameta     | Teave Teamotuaitau |     |
| 8          | Defensa        | Eddy Kaspard       |     |
| 3          | Defensa        | Matatia Paama      |     |
| 17         | Defensa        | Teva Lossec        |     |
| 4          | Defensa        | Haumau Tanetoa     | 46' |
| 9          | Centrocampista | Tauhiti Keck       |     |
| 18         | Centrocampista | Manuarii Shan      | 62' |
| 14         | Centrocampista | Alvin Tehau        | 46' |
| 10         | Centrocampista | Teaonui Tehau      |     |
| 11         | Delantero      | Shawn Tinirauarii  |     |
| 21         | Delantero      | Matéo Degrumelle   | 90' |
| Entrenador | Entrenador     | Samuel Garcia      |     |

| 25 | Centrocampista | Solomon Rani | 75' |
| 26 | Defensa        | Raymond Diho | 75' |
| 12 | Delantero      | Matu Ben     | 90' |
| 21 | Delantero      | Troy Dobbin  | 90' |

| 7  | Defensa        | Kevin Barbe     | 46' |
| 20 | Defensa        | Taumihau Tiatia | 46' |
| 13 | Centrocampista | Franck Papaura  | 62' |
| 19 | Delantero      | Ariiura Labaste | 90' |

| Anotado | 24' | Pala Paul | 1 - 1 |

| Anotado | 15' | Matéo Degrumelle | 0 - 1 |

| Amonestado | 71' | Godfrey Haro |
| Amonestado | 90' | Raymond Diho |

| Amonestado | 39' | Shawn Tinirauarii |

| Expulsado | 90' | Matatia Paama |

| Árbitro             | Campbell-Kirk Kawana-Waugh |
| Árbitros asistentes | Isaac Trevis               |
|                     | Bernard Mutukera           |
| Cuarto árbitro      | Ben Aukwai                 |

| 28         | Guardameta     | Ronald Warisan |     |
| 4          | Defensa        | Alwin Komolong |     |
| 2          | Defensa        | Daniel Joe     | 75' |
| 3          | Defensa        | Godfrey Haro   |     |
| 14         | Centrocampista | Emmanuel Simon | 75' |
| 11         | Centrocampista | Yagi Yasasa    | 90' |
| 10         | Centrocampista | Kolu Kepo      |     |
| 16         | Centrocampista | Pala Paul      |     |
| 6          | Centrocampista | Ati Kepo       | 90' |
| 13         | Delantero      | Tommy Semmy    |     |
| 7          | Delantero      | Jethro Yumange |     |
| Entrenador | Entrenador     | Warren Moon    |     |

| 16         | Guardameta     | Teave Teamotuaitau |     |
| 8          | Defensa        | Eddy Kaspard       |     |
| 3          | Defensa        | Matatia Paama      |     |
| 17         | Defensa        | Teva Lossec        |     |
| 4          | Defensa        | Haumau Tanetoa     | 46' |
| 9          | Centrocampista | Tauhiti Keck       |     |
| 18         | Centrocampista | Manuarii Shan      | 62' |
| 14         | Centrocampista | Alvin Tehau        | 46' |
| 10         | Centrocampista | Teaonui Tehau      |     |
| 11         | Delantero      | Shawn Tinirauarii  |     |
| 21         | Delantero      | Matéo Degrumelle   | 90' |
| Entrenador | Entrenador     | Samuel Garcia      |     |

| 25 | Centrocampista | Solomon Rani | 75' |
| 26 | Defensa        | Raymond Diho | 75' |
| 12 | Delantero      | Matu Ben     | 90' |
| 21 | Delantero      | Troy Dobbin  | 90' |

| 7  | Defensa        | Kevin Barbe     | 46' |
| 20 | Defensa        | Taumihau Tiatia | 46' |
| 13 | Centrocampista | Franck Papaura  | 62' |
| 19 | Delantero      | Ariiura Labaste | 90' |

| Anotado | 24' | Pala Paul | 1 - 1 |

| Anotado | 15' | Matéo Degrumelle | 0 - 1 |

| Amonestado | 71' | Godfrey Haro |
| Amonestado | 90' | Raymond Diho |

| Amonestado | 39' | Shawn Tinirauarii |

| Expulsado | 90' | Matatia Paama |

| Árbitro             | Campbell-Kirk Kawana-Waugh |
| Árbitros asistentes | Isaac Trevis               |
|                     | Bernard Mutukera           |
| Cuarto árbitro      | Ben Aukwai                 |

| 22         | Guardameta     | Isikeli Sevanaia      |     |
| 17         | Defensa        | Filipe Baravilala     |     |
| 21         | Defensa        | Sterling Vasconcellos |     |
| 3          | Defensa        | Gabriele Matanisiga   |     |
| 4          | Defensa        | Ivan Kumar            |     |
| 14         | Centrocampista | Sairusi Nalaubu       | 67' |
| 12         | Centrocampista | Tevita Waranaivalu    |     |
| 5          | Centrocampista | Sitiveni Cavuilagi    |     |
| 10         | Centrocampista | Nabil Begg            |     |
| 6          | Delantero      | Thomas Dunn           |     |
| 9          | Delantero      | Roy Krishna           |     |
| Entrenador | Entrenador     | Robert Sherman        |     |

| 16         | Guardameta     | Teave Teamotuaitau |     |
| 8          | Defensa        | Eddy Kaspard       | 89' |
| 15         | Defensa        | Pothin Poma        |     |
| 17         | Defensa        | Teva Lossec        |     |
| 20         | Defensa        | Taumihau Tiatia    | 75' |
| 9          | Centrocampista | Tauhiti Keck       |     |
| 18         | Centrocampista | Manuarii Shan      | 55' |
| 6          | Centrocampista | Terai Bremond      |     |
| 10         | Centrocampista | Teaonui Tehau      |     |
| 11         | Delantero      | Shawn Tinirauarii  | 89' |
| 21         | Delantero      | Matéo Degrumelle   | 89' |
| Entrenador | Entrenador     | Samuel Garcia      |     |

| 8 | Centrocampista | Setareki Hughes | 67' |

| 12 | Defensa        | Mauri Heitaa    | 55' |
| 4  | Defensa        | Haumau Tanetoa  | 75' |
| 7  | Defensa        | Kevin Barbe     | 89' |
| 13 | Centrocampista | Franck Papaura  | 89' |
| 19 | Delantero      | Ariiura Labaste | 89' |

| Acierto de penal | 26' | Roy Krishna | 1 - 0 |

| Amonestado | 43' | Ivan Kumar |

| Amonestado | 25' | Terai Bremond |

| Árbitro             | Campbell-Kirk Kawana-Waugh |
| Árbitros asistentes | Isaac Trevis               |
|                     | Bernard Mutureka           |
| Cuarto árbitro      | Calvin Berg                |

| 22         | Guardameta     | Isikeli Sevanaia      |     |
| 17         | Defensa        | Filipe Baravilala     |     |
| 21         | Defensa        | Sterling Vasconcellos |     |
| 3          | Defensa        | Gabriele Matanisiga   |     |
| 4          | Defensa        | Ivan Kumar            |     |
| 14         | Centrocampista | Sairusi Nalaubu       | 67' |
| 12         | Centrocampista | Tevita Waranaivalu    |     |
| 5          | Centrocampista | Sitiveni Cavuilagi    |     |
| 10         | Centrocampista | Nabil Begg            |     |
| 6          | Delantero      | Thomas Dunn           |     |
| 9          | Delantero      | Roy Krishna           |     |
| Entrenador | Entrenador     | Robert Sherman        |     |

| 16         | Guardameta     | Teave Teamotuaitau |     |
| 8          | Defensa        | Eddy Kaspard       | 89' |
| 15         | Defensa        | Pothin Poma        |     |
| 17         | Defensa        | Teva Lossec        |     |
| 20         | Defensa        | Taumihau Tiatia    | 75' |
| 9          | Centrocampista | Tauhiti Keck       |     |
| 18         | Centrocampista | Manuarii Shan      | 55' |
| 6          | Centrocampista | Terai Bremond      |     |
| 10         | Centrocampista | Teaonui Tehau      |     |
| 11         | Delantero      | Shawn Tinirauarii  | 89' |
| 21         | Delantero      | Matéo Degrumelle   | 89' |
| Entrenador | Entrenador     | Samuel Garcia      |     |

| 8 | Centrocampista | Setareki Hughes | 67' |

| 12 | Defensa        | Mauri Heitaa    | 55' |
| 4  | Defensa        | Haumau Tanetoa  | 75' |
| 7  | Defensa        | Kevin Barbe     | 89' |
| 13 | Centrocampista | Franck Papaura  | 89' |
| 19 | Delantero      | Ariiura Labaste | 89' |

| Acierto de penal | 26' | Roy Krishna | 1 - 0 |

| Amonestado | 43' | Ivan Kumar |

| Amonestado | 25' | Terai Bremond |

| Árbitro             | Campbell-Kirk Kawana-Waugh |
| Árbitros asistentes | Isaac Trevis               |
|                     | Bernard Mutureka           |
| Cuarto árbitro      | Calvin Berg                |

### Semifinales
| 1          | Guardameta     | Max Crocombe      |     |
| 2          | Defensa        | Tim Payne         | 25' |
| 4          | Defensa        | Tyler Bindon      | 45' |
| 5          | Defensa        | Finn Surman       |     |
| 13         | Defensa        | Liberato Cacace   |     |
| 14         | Centrocampista | Ben Old           | 79' |
| 8          | Centrocampista | Alex Rufer        |     |
| 6          | Centrocampista | Cameron Howieson  | 67' |
| 11         | Centrocampista | Elijah Just       |     |
| 9          | Delantero      | Ben Waine         | 67' |
| 7          | Delantero      | Kosta Barbarouses |     |
| Entrenador | Entrenador     | Darren Bazeley    |     |

| 16         | Guardameta     | Teave Teamotuaitau |     |
| 7          | Defensa        | Kevin Barbe        |     |
| 15         | Defensa        | Pothin Poma        |     |
| 17         | Defensa        | Teva Lossec        |     |
| 20         | Defensa        | Taumihau Tiatia    | 56' |
| 9          | Centrocampista | Tauhiti Keck       |     |
| 18         | Centrocampista | Manuarii Shan      | 45' |
| 6          | Centrocampista | Terai Bremond      | 79' |
| 10         | Centrocampista | Teaonui Tehau      |     |
| 11         | Delantero      | Shawn Tinirauarii  | 66' |
| 21         | Delantero      | Matéo Degrumelle   |     |
| Entrenador | Entrenador     | Samuel Garcia      |     |

| 15 | Defensa        | Tommy Smith   | 25' |
| 16 | Defensa        | Sam Sutton    | 45' |
| 17 | Delantero      | Alex Greive   | 67' |
| 21 | Delantero      | Max Mata      | 67' |
| 19 | Centrocampista | Jesse Randall | 79' |

| 19 | Delantero      | Ariiura Labaste | 45' |
| 5  | Defensa        | Rainui Aroita   | 56' |
| 13 | Centrocampista | Franck Papaura  | 66' |
| 12 | Defensa        | Mauri Heitaa    | 79' |

| Anotado | 8'    | Finn Surman       | 1 - 0 |
| Anotado | 45'   | Ben Waine         | 2 - 0 |
| Anotado | 45+3' | Kosta Barbarouses | 3 - 0 |
| Anotado | 53'   | Ben Waine         | 4 - 0 |
| Anotado | 71'   | Kosta Barbarouses | 5 - 0 |

| Amonestado | 38' | Tyler Bindon |

| Amonestado | 20' | Teva Lossec |

| Árbitro             | Veer Singh        |
| Árbitros asistentes | Malaetala Salanoa |
|                     | Folio Moeaki      |
| Cuarto árbitro      | David Yareboinen  |

| 1          | Guardameta     | Max Crocombe      |     |
| 2          | Defensa        | Tim Payne         | 25' |
| 4          | Defensa        | Tyler Bindon      | 45' |
| 5          | Defensa        | Finn Surman       |     |
| 13         | Defensa        | Liberato Cacace   |     |
| 14         | Centrocampista | Ben Old           | 79' |
| 8          | Centrocampista | Alex Rufer        |     |
| 6          | Centrocampista | Cameron Howieson  | 67' |
| 11         | Centrocampista | Elijah Just       |     |
| 9          | Delantero      | Ben Waine         | 67' |
| 7          | Delantero      | Kosta Barbarouses |     |
| Entrenador | Entrenador     | Darren Bazeley    |     |

| 16         | Guardameta     | Teave Teamotuaitau |     |
| 7          | Defensa        | Kevin Barbe        |     |
| 15         | Defensa        | Pothin Poma        |     |
| 17         | Defensa        | Teva Lossec        |     |
| 20         | Defensa        | Taumihau Tiatia    | 56' |
| 9          | Centrocampista | Tauhiti Keck       |     |
| 18         | Centrocampista | Manuarii Shan      | 45' |
| 6          | Centrocampista | Terai Bremond      | 79' |
| 10         | Centrocampista | Teaonui Tehau      |     |
| 11         | Delantero      | Shawn Tinirauarii  | 66' |
| 21         | Delantero      | Matéo Degrumelle   |     |
| Entrenador | Entrenador     | Samuel Garcia      |     |

| 15 | Defensa        | Tommy Smith   | 25' |
| 16 | Defensa        | Sam Sutton    | 45' |
| 17 | Delantero      | Alex Greive   | 67' |
| 21 | Delantero      | Max Mata      | 67' |
| 19 | Centrocampista | Jesse Randall | 79' |

| 19 | Delantero      | Ariiura Labaste | 45' |
| 5  | Defensa        | Rainui Aroita   | 56' |
| 13 | Centrocampista | Franck Papaura  | 66' |
| 12 | Defensa        | Mauri Heitaa    | 79' |

| Anotado | 8'    | Finn Surman       | 1 - 0 |
| Anotado | 45'   | Ben Waine         | 2 - 0 |
| Anotado | 45+3' | Kosta Barbarouses | 3 - 0 |
| Anotado | 53'   | Ben Waine         | 4 - 0 |
| Anotado | 71'   | Kosta Barbarouses | 5 - 0 |

| Amonestado | 38' | Tyler Bindon |

| Amonestado | 20' | Teva Lossec |

| Árbitro             | Veer Singh        |
| Árbitros asistentes | Malaetala Salanoa |
|                     | Folio Moeaki      |
| Cuarto árbitro      | David Yareboinen  |

### Partido por el tercer puesto
| 16         | Guardameta     | Teave Teamotuaitau |     |
| 12         | Defensa        | Mauri Heitaa       | 65' |
| 7          | Defensa        | Kevin Barbe        |     |
| 3          | Defensa        | Matatia Paama      |     |
| 17         | Defensa        | Teva Lossec        |     |
| 20         | Defensa        | Taumihau Tiatia    |     |
| 9          | Centrocampista | Tauhiti Keck       |     |
| 15         | Centrocampista | Pothin Poma        |     |
| 6          | Centrocampista | Terai Bremond      | 61' |
| 10         | Centrocampista | Teaonui Tehau      |     |
| 21         | Delantero      | Matéo Degrumelle   |     |
| Entrenador | Entrenador     | Samuel Garcia      |     |

| 1          | Guardameta     | Aydin Mustahib      |     |
| 16         | Defensa        | Atonio Tuivuna      |     |
| 18         | Defensa        | Lekima Gonerauc     |     |
| 3          | Defensa        | Gabriele Matanisiga |     |
| 13         | Defensa        | Mosese Nabose       | 45' |
| 15         | Centrocampista | Etonia Dogalau      | 56' |
| 11         | Centrocampista | Brendan McMullen    |     |
| 7          | Centrocampista | Mohammed Raheem     | 84' |
| 19         | Centrocampista | Merrill Nand        | 67' |
| 23         | Delantero      | Rusiate Matarerega  | 45' |
| 14         | Delantero      | Sairusi Nalaubu     |     |
| Entrenador | Entrenador     | Robert Sherman      |     |

| 19 | Delantero      | Ariiura Labaste | 61' |
| 13 | Centrocampista | Franck Papaura  | 65' |

| 9  | Delantero      | Roy Krishna        | 45' |
| 17 | Defensa        | Filipe Baravilala  | 45' |
| 8  | Delantero      | Setareki Hughes    | 56' |
| 10 | Delantero      | Nabil Begg         | 67' |
| 12 | Centrocampista | Tevita Waranaivalu | 84' |

| Anotado | 72' | Teaonui Tehau | 1 - 1 |
| Anotado | 83' | Teaonui Tehau | 2 - 1 |

| Anotado | 58' | Roy Krishna | 0 - 1 |

| Amonestado | 55' | Matéo Degrumelle |
| Amonestado | 64' | Ariiura Labaste  |
| Amonestado | 90' | Franck Papaura   |

| Amonestado | 38' | Lekima Gonerauc   |
| Amonestado | 40' | Etonia Dogalau    |
| Amonestado | 78' | Filipe Baravilala |

| Árbitro             | Campbell-Kirk Kawana-Waugh |
| Árbitros asistentes | Isaac Trevis               |
|                     | Bernard Mutukera           |
| Cuarto árbitro      | David Yareboinen           |

| 16         | Guardameta     | Teave Teamotuaitau |     |
| 12         | Defensa        | Mauri Heitaa       | 65' |
| 7          | Defensa        | Kevin Barbe        |     |
| 3          | Defensa        | Matatia Paama      |     |
| 17         | Defensa        | Teva Lossec        |     |
| 20         | Defensa        | Taumihau Tiatia    |     |
| 9          | Centrocampista | Tauhiti Keck       |     |
| 15         | Centrocampista | Pothin Poma        |     |
| 6          | Centrocampista | Terai Bremond      | 61' |
| 10         | Centrocampista | Teaonui Tehau      |     |
| 21         | Delantero      | Matéo Degrumelle   |     |
| Entrenador | Entrenador     | Samuel Garcia      |     |

| 1          | Guardameta     | Aydin Mustahib      |     |
| 16         | Defensa        | Atonio Tuivuna      |     |
| 18         | Defensa        | Lekima Gonerauc     |     |
| 3          | Defensa        | Gabriele Matanisiga |     |
| 13         | Defensa        | Mosese Nabose       | 45' |
| 15         | Centrocampista | Etonia Dogalau      | 56' |
| 11         | Centrocampista | Brendan McMullen    |     |
| 7          | Centrocampista | Mohammed Raheem     | 84' |
| 19         | Centrocampista | Merrill Nand        | 67' |
| 23         | Delantero      | Rusiate Matarerega  | 45' |
| 14         | Delantero      | Sairusi Nalaubu     |     |
| Entrenador | Entrenador     | Robert Sherman      |     |

| 19 | Delantero      | Ariiura Labaste | 61' |
| 13 | Centrocampista | Franck Papaura  | 65' |

| 9  | Delantero      | Roy Krishna        | 45' |
| 17 | Defensa        | Filipe Baravilala  | 45' |
| 8  | Delantero      | Setareki Hughes    | 56' |
| 10 | Delantero      | Nabil Begg         | 67' |
| 12 | Centrocampista | Tevita Waranaivalu | 84' |

| Anotado | 72' | Teaonui Tehau | 1 - 1 |
| Anotado | 83' | Teaonui Tehau | 2 - 1 |

| Anotado | 58' | Roy Krishna | 0 - 1 |

| Amonestado | 55' | Matéo Degrumelle |
| Amonestado | 64' | Ariiura Labaste  |
| Amonestado | 90' | Franck Papaura   |

| Amonestado | 38' | Lekima Gonerauc   |
| Amonestado | 40' | Etonia Dogalau    |
| Amonestado | 78' | Filipe Baravilala |

| Árbitro             | Campbell-Kirk Kawana-Waugh |
| Árbitros asistentes | Isaac Trevis               |
|                     | Bernard Mutukera           |
| Cuarto árbitro      | David Yareboinen           |